# 所・直子チャンネル 東京Jr.ジャンク〜土曜は放課後〜
『所・直子チャンネル 東京Jr.ジャンク〜土曜は放課後〜』は1995年4月29日から1996年3月30日まで日本テレビで放送された番組である。

## 概要
所ジョージと飯島直子が司会を務める土曜13:30 - 15:30の2時間生放送バラエティーである。基本的には関東ローカルの放送である。その後2021年の『ゼロイチ』のスタートにより、25年ぶりに土曜午後の生放送が復活した。

## 出演者

### 司会
- 所ジョージ
- 飯島直子（『スーパーJOCKEY』のアシスタント兼任。）